# François Levantal

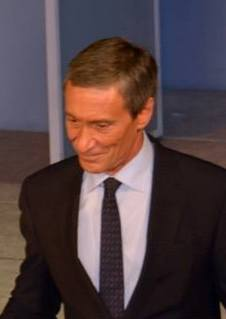
François Levantal (2014)

François Levantal (* 14. Oktober 1960 in Paris) ist ein französischer Schauspieler.

## Leben und Werk
Levantal trat ab Mitte der 1980er Jahre in französischen Produktionen auf. 1995 machte ihn ein kurzer, aber prägnanter Auftritt als verrückter Kokaindealer Astérix in Mathieu Kassovitz’ Hass einem größeren Publikum bekannt. Später folgten Rollen in Hauptmann Conan und die Wölfe des Krieges (1996) und Dobermann (1997). Ebenfalls 1997 trat er erneut unter der Regie von Kassovitz in Assassin(s) auf.
Im Jahr 2001 spielte er an der Seite von Ticky Holgado in Le barbier einen SS-Offizier. 2004 war er in Jean-Pierre Jeunets Literaturverfilmung Mathilde – Eine große Liebe zu sehen. In der Fernsehserie Sur le fil übernahm er zwischen 2007 und 2010 in 18 Folgen die Rolle des Philippe Munoz.
1999 wurde seine Tochter geboren.

## Filmografie (Auswahl)
- 1986: Ehrbare Ganoven (Conseil de famille)
- 1989: Die Französische Revolution (La Révolution française)
- 1992: Auf offener Straße (L.62)
- 1992: Kommissar Moulin (Commissaire Moulin, Fernsehserie, 1 Folge)
- 1994: D’Artagnans Tochter (La fille de d’Artagnan)
- 1995: Der Lockvogel (L’appât)
- 1995: Hass (La haine)
- 1996: Das Leben: Eine Lüge (Un héros très discret)
- 1996: Hauptmann Conan und die Wölfe des Krieges (Capitaine Conan)
- 1997: Shabbat Night Fever
- 1997: Mörder (Assassin(s))
- 1997: Dobermann
- 1997: Duell der Degen (Le bossu)
- 1998: Knastbrüder (Zonzon)
- 1999: La Crim’ (Fernsehserie, 1 Folge)
- 2000: Sade
- 2000: Une femme d’honneur (Fernsehserie, 1 Folge)
- 2000: Die purpurnen Flüsse (Les rivières pourpres)
- 2001: Belphégor (Belphégor, le fantôme du Louvre)
- 2001: Le barbier
- 2001: Claire – Se souvenir des belles choses (Se souvenir des belles choses)
- 2001: Grégoire Moulin gegen den Rest der Welt (Grégoire Moulin contre l’humanité)
- 2002: Red Siren (La sirène rouge)
- 2003: Der kleine Scheißer (Mauvais esprit)
- 2003: Michel Vaillant
- 2004: Blueberry und der Fluch der Dämonen (Blueberry)
- 2004: Die wunderbare Welt des Gustave Klopp (Narco)
- 2004: Mathilde – Eine große Liebe (Un long dimanche de fiançailles)
- 2005: Love Is in the Air (Ma vie en l’air)
- 2006: Sheitan
- 2007–2010: Sur le fil (Fernsehserie, 18 Episoden)
- 2007: Das Vermächtnis der heiligen Lanze (La lance de la destinée) (Fernsehserie, vier Episoden)
- 2008: Dante 01
- 2010: Les bons tuyaux
- 2010: Prey – Vom Jäger zur Beute (Proie)
- 2011: Braquo (Fernsehserie, 8 Episoden)
- 2011: A Gang Story – Eine Frage der Ehre (Les Lyonnais)
- 2012: Les Kaïra
- 2013: Eine ganz ruhige Kugel (Les invincibles)
- 2013: Julie Lescaut (Fernsehserie, 1 Folge)
- 2013: Les petits joueurs
- 2014: Meurtres à l’abbaye de Rouen (Fernsehfilm)
- 2016: Die Super-Cops – Allzeit verrückt! (Raid dingue)
- 2018: La finale
- 2018: Taxi 5
- 2018: Die purpurnen Flüsse (Les rivières pourpres, Fernsehserie, zwei Episoden)
- 2019: Une mort sans importance (Fernsehfilm)
- 2019: Le Grand Bazar (Fernsehserie, vier Episoden)
- 2019: Rendez-vous chez les Malawas
- 2020: Ducobu 3
- 2020: Papi Sitter
- 2022: BigBug